# 九龍巴士285線
九龍巴士285線是一條由九巴營辦的巴士路線，循環來往火炭駿洋邨及沙田市中心，途經源禾路。而285A線則循環來往火炭駿洋邨及火炭站，屬285線之特別班次，只於星期一至五（公眾假期除外）繁忙時間行走。

## 歷史

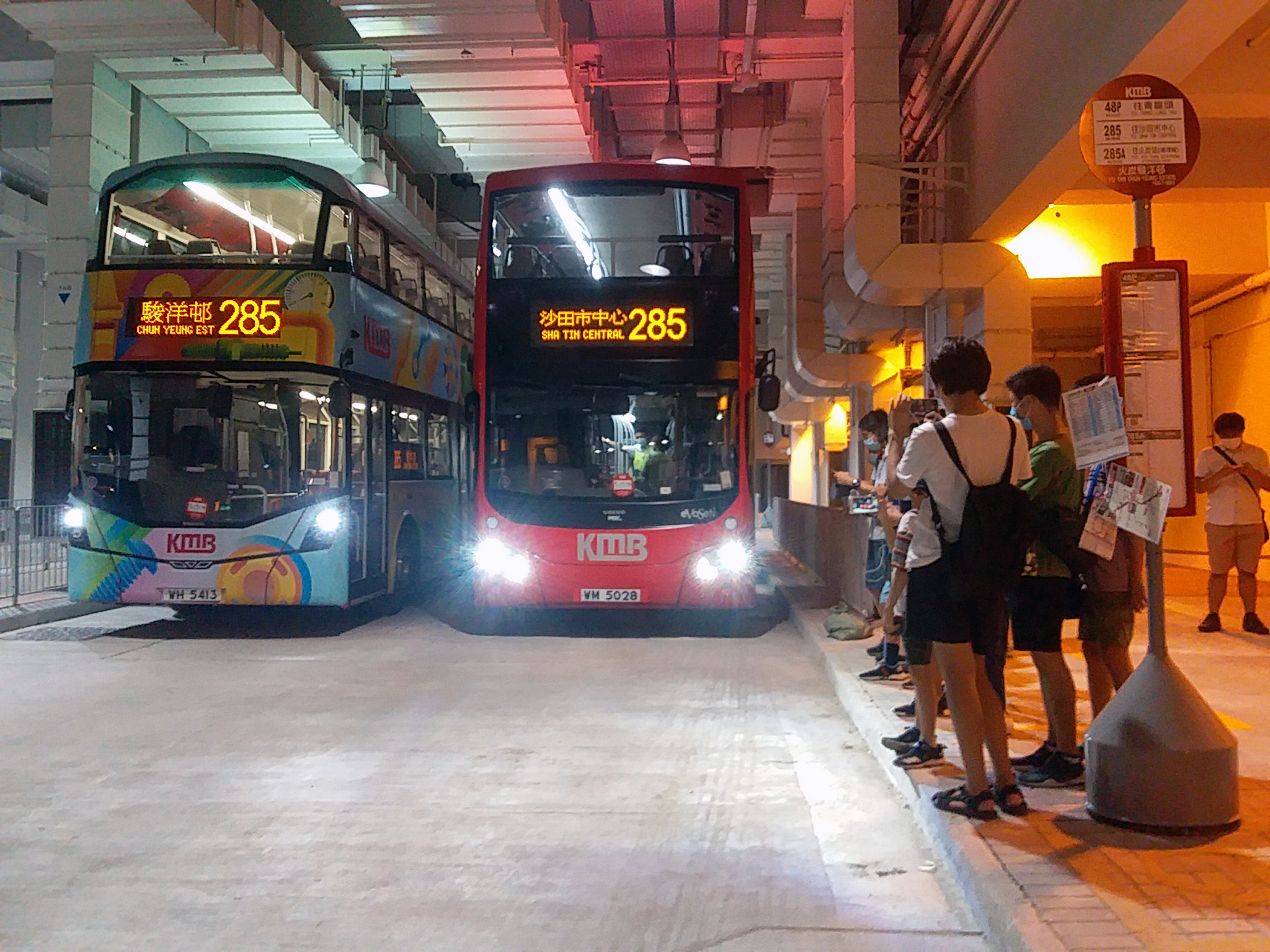
285線開辦當天，首班車（WM5028）及第二班車（WH5413）在駿洋邨巴士總站候命，吸引若干乘客等候

政府2014年公布收回火炭桂地街火炭平房區及城巴火炭車廠地皮，用作興建公營房屋。配合火炭公屋工程進度，運輸署及九巴透過2018-2019年度巴士路線計劃，建議開辦一條全新路線285，循環往返桂地街至火炭站，逢星期一至五早晚繁忙時間提供服務，方便新屋邨居民往返港鐵火炭站轉乘鐵路或其他交通工具，同時提出81K線來回程亦繞經桂地街。
經沙田區議會交通及運輸委員會討論後，擱置81K線繞經桂地街的計劃，並以285線提升至每天全日服務及延長至沙田市中心替代，同時逢星期一至五早上設有返桂地街及火炭站的特別班次。
位於火炭桂地街的公營房屋發展項目，其後獲命名為「駿洋邨」，擬於2020年2月落成入伙，共有五座樓宇。由於新型冠狀病毒肺炎疫情於全球蔓延，加上現有隔離設施不敷應用，政府於2020年2月7日表示需要徵用屋邨部分單位作隔離設施之用，準住戶未能如期遷入。同年6月26日，政府宣佈停止使用駿洋邨作檢疫中心，在清空單位及進行徹底消毒後交還予房委會（後來因同年7月爆發第三波疫情，駿逸樓、駿爾樓及駿山樓仍保留作檢疫中心直至同年12月）。
歷經多年風雨，駿洋邨駿湖樓、駿時樓於2020年8月下旬至9月初陸續入伙，285線亦得以落實投入服務。早上繁忙時間往返駿洋邨至火炭站的特別班次，獲編為輔助路線「285A」，緊接主路線開辦後首個工作天投入服務。
- 2020年9月5日：為配合駿洋邨入伙，285和285A線開辦。[1][2]
- 2021年6月7日：285線往沙田市中心方向由駿洋邨開出後，經桂地街直接轉入火炭路；取消火炭（山尾街）巴士總站，改停火炭路「麵房街」站。[3]

- 2023年2月27日[4]：
  - 285線延長星期一至五服務時間，頭班車提早至05:40開出，尾班車延長至00:30開出。
  - 285A線新增星期一至五上課日07:00班次；並增設下午班次。

- 2023年10月9日：
  - 285線延長星期六、日及公眾假期服務時間，尾班車延長至00:30開出。[5]
  - 285A線下午班次總站及循環點對調，即改由火炭站開出，開出時間為17:45至19:25，並增設㘭背灣街「禾寮坑路」站；增設19:45由火炭站開出以火炭駿洋邨為終點站之特別班次。[6]

- 2025年3月24日：285A線「火炭站」巴士站遷往星凱．堤岸基座之有蓋公共運輸交匯處。

## 服務時間及班次
285
| 火炭駿洋邨開         | 火炭駿洋邨開 | 火炭駿洋邨開 |
| 日期                 | 服務時間     | 班次（分鐘） |
| -------------------- | ------------ | ------------ |
| 星期一至五           | 05:40-06:40  | 20           |
| 星期一至五           | 06:40-07:10  | 15           |
| 星期一至五           | 07:10-21:10  | 20           |
| 星期一至五           | 21:10-23:10  | 30           |
| 星期一至五           | 23:10-00:00  | 25           |
| 星期一至五           | 00:30        |              |
| 星期六、日及公眾假期 | 05:40-21:00  | 20           |
| 星期六、日及公眾假期 | 21:00-00:30  | 30           |

285A
| 火炭駿洋邨開 | 火炭駿洋邨開 | 火炭駿洋邨開 | 火炭駿洋邨開         |
| 日期         | 時間         | 班次         | 路線                 |
| ------------ | ------------ | ------------ | -------------------- |
| 星期一至五   | 07:00        | 07:00        | 駿洋邨→火炭站→駿洋邨 |
| 星期一至五   | 07:15-08:15  | 30           | 駿洋邨→火炭站→駿洋邨 |
| 星期一至五   | 17:45-19:25  | 20           | 火炭站→駿洋邨→火炭站 |
| 星期一至五   | 19:45        | 19:45        | 火炭站→駿洋邨        |

285A線逢星期六、日及公眾假期不設服務

## 收費
285
全程：$5.0
285A
全程：$4.6
| - 本線設有12歲以下小童及65歲或以上長者半價優惠。 - 65歲或以上香港居民使用「樂悠咭」，以及12歲以下合資格殘疾兒童使用「殘疾人士身份」個人八達通繳付車資，均可享有每程$2.0或半價（以較低者為準）的票價優惠；12至64歲合資格殘疾人士使用「殘疾人士身份」個人八達通（包括「樂悠咭」），以及60至64歲香港居民使用「樂悠咭」繳付車資，均可享有每程$2.0或全費（以較低者為準）的票價優惠。 - 65歲或以上長者如使用長者或一般個人八達通繳付車資，則只可享有半價優惠；12至64歲合資格殘疾人士如不使用「殘疾人士身份」個人八達通，以及60至64歲人士如不使用「樂悠咭」繳付車資，必須繳付全費。 - 乘客可以現金或八達通於上車時付款，不設找續。 - 每位成人乘客可免費攜帶最多兩名4歲以下而不佔座位的兒童乘客乘車，超額之4歲以下小童必須繳付小童車費乘車。 - 持有「九巴月票」之乘客在車票有效期內，每日可享最多10程任何九龍巴士及龍運巴士路線（包括本路線，以及聯營路線的九龍巴士／龍運巴士提供的班次；惟乘搭機場「A」及「NA」線則可享原價二七折優惠（不會計算每天10次合資格車程））；而B1線則每日可享最多各2程（不會計算每天10次合資格車程）。 - 九龍巴士、城巴、龍運巴士及陽光巴士全職員工及家屬（不包括外判職員）可免費乘搭本路線，惟必須拍職員或職員家屬八達通。 - 乘客亦可透過多元化電子支付系統（e度嘟）繳付車資，包括使用非接觸式VISA卡、JCB卡、萬事達卡、銀聯卡、美國運通、大來國際、Discover Card、Apple Pay、Google Pay、Samsung Pay、AlipayHK「易乘碼」、支付寶、WeChatHK／微信支付「搭車碼」、銀聯雲閃付「乘車碼」及BOC Pay「乘車碼」。乘客使用此付款方式，使用此支付方式的乘客可享有中途下車之分段收費，以及與其他九巴／龍運獨營路線或聯營線九巴／龍運班次之轉乘優惠，惟不適用於與非九巴／龍運路線之轉乘優惠，亦不能享有「公共交通費用補貼計劃」及「長者及合資格殘疾人士公共交通票價優惠計劃」。 |

### 八達通轉乘優惠
乘客登上本線後120分鐘內以同一張八達通卡轉乘以下路線，或登上以下路線後120分鐘內以同一張八達通卡轉乘本線，次程可獲$4.2折扣優惠：
- 285往沙田市中心 → 40X往葵涌邨、47X往葵盛、48X往灣景花園、49X往青衣、85K/86K/86S往馬鞍山、72、81、85、86、88、89、89X、280X往九龍、263往屯門、269D往元朗、299X往西貢或900往灣仔
- 40X、47X、48X、49X、72、81、85、85K/86K/86S、86、88、89、89X、263、269D、280X、299X往沙田或900往白石角  → 285往駿洋邨

## 使用車輛
此路線使用2輛富豪B9TL 12米（AVBWU）雙層巴士，均屬沙田車廠。
| 車隊編號 | 車牌   |
| -------- | ------ |
| AVBWU105 | PW3016 |
| AVBWU186 | PY6200 |

## 途經街道
285

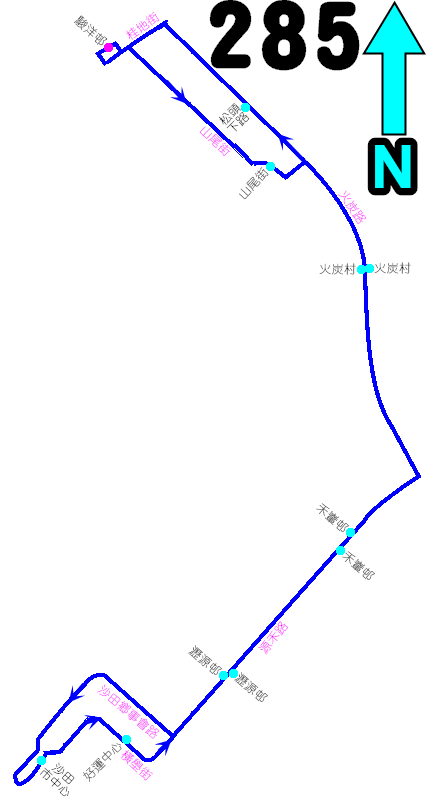
285線的走線圖

- 經：桂地街、火炭路、源禾路、沙田鄉事會路、沙田市中心巴士總站、沙田正街、橫壆街、源禾路、火炭路及桂地街。

285A

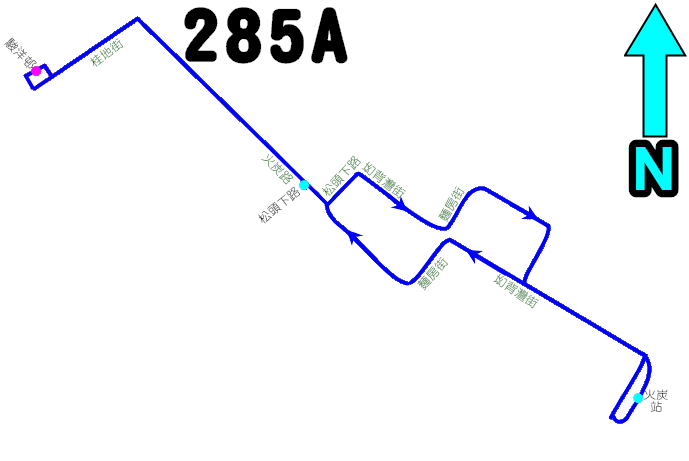
285A線的走線圖

- 經：桂地街、火炭路、松頭下路、坳背灣街、麵房街、禾寮坑路、㘭背灣街、火炭站公共運輸交匯處、㘭背灣街、麵房街、火炭路及桂地街。

具體停站請參考資訊框。

## 第一代九巴285線
第一代九巴285線循環來往海栢花園至恆安邨，在1997年12月29日開辦。不過，隨着2004年12月九廣鐵路馬鞍山鐵路（現為港鐵屯馬綫）通車，九巴重組馬鞍山巴士服務，該線在2005年1月取消，由87K線調低票價取代，而該線特別班次則由1月24日起改編號為87P。